# スズキ・エクストリガー

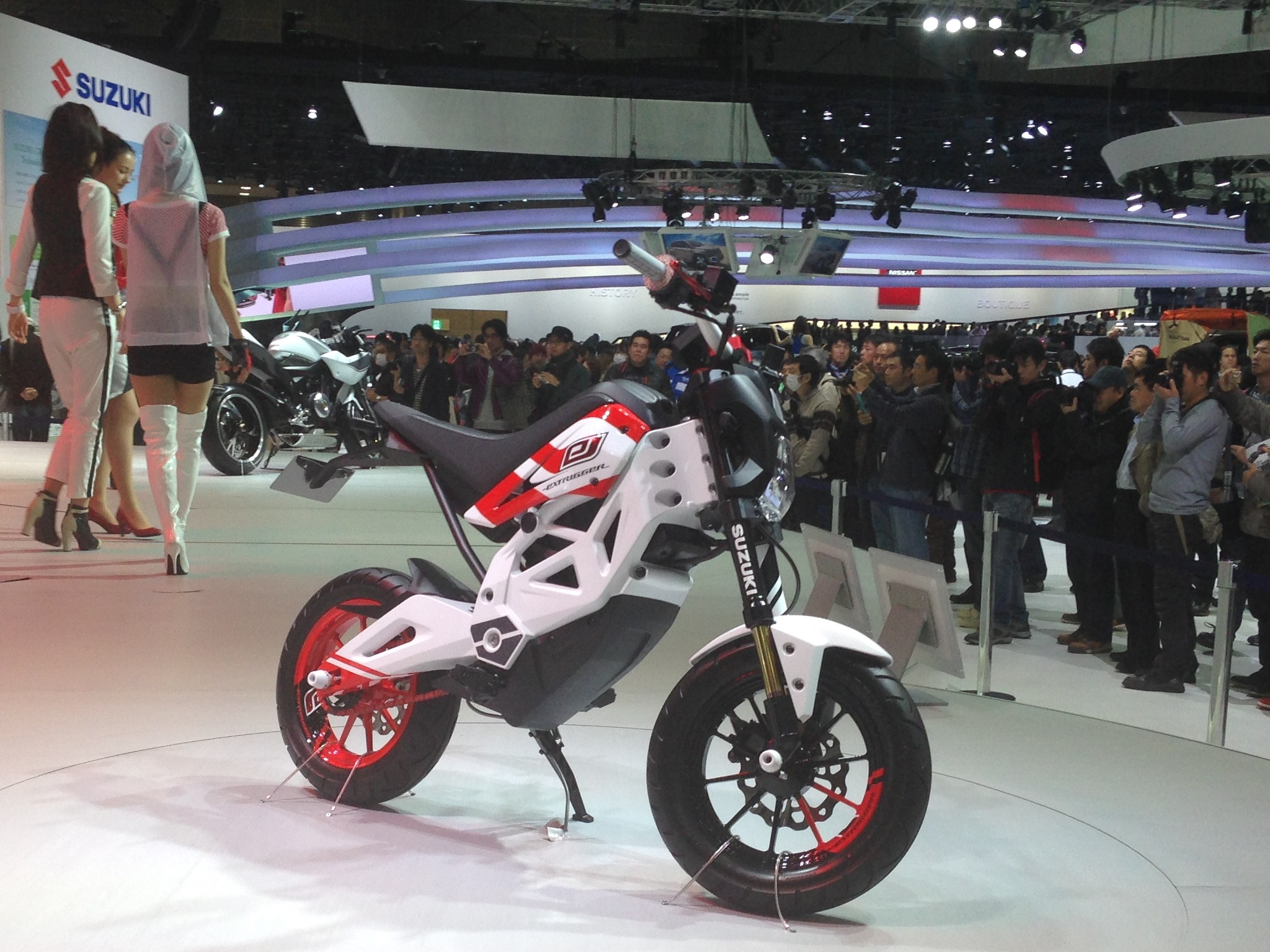
東京モーターショー2013でのエクストリガー

エクストリガー（EXTRIGGER）は、スズキが製造したコンセプト車である。

## 概要
2013年の東京モーターショーで発表された。より多くの人にオートバイを楽しんでもらうために開発された電動バイク。ハンドルスイッチで走行モードを選択することで「玩具感覚」でありながらアルミフレーム、倒立フロントフォーク、ディスクブレーキなどを「小さいけれど本格的な装備」とし、環境性に優れた「e-Let' s」の電動ユニットを搭載。X-LANDERに積載が可能。バッテリーとして着脱式リチウムイオン電池をパワーユニットとして交流同期電動機を装備。可視光通信技術により店の情報やライダー同士のメッセージ交換などを行う。名前のエクストリガーは電動・クロスオーバーを意味するEXと、きっかけを意味するトリガーの造語で多くの人にオートバイに興味を持ってもらうようにしている。

## 参照
1. 1 2 3 4  "スズキ株式会社　企業ニュース　2013年10月29日　第43回東京モーターショー2013への出品概要" 2017年10月14日検索。
2. 1 2  東京モーターショー情報!
3. 1 2 3  スズキ 第43回東京モーターショー2013